# Ted Wood
Pour les articles homonymes, voir Wood.
Ted Wood, né Edward John Wood le 22 avril 1931 à Shoreham-by-Sea dans le comté du Sussex en Angleterre, est un écrivain de roman policier d’origine anglaise ayant fait carrière au Canada.

## Biographie
Il grandit en Angleterre où il fait ses études. Entre 1949 et 1953, il sert dans la Royal Air Force. Il émigre au Canada en 1954 et devient policier à Toronto jusqu’en 1957. Entre 1957 et 1974, il travaille pour plusieurs studios de publicités avant de se consacrer à l’écriture de pièces pour la radio et le théâtre et d’articles et de nouvelles pour les magazines. Il écrit également pour la télévision.
Il publie en 1983 son premier roman policier consacré à Reid Bennett, un ancien militaire de retour de la Guerre du Viêt Nam devenu policier. Dix romans lui seront consacrés, dont quatre ont été traduits en France au sein de la collection Série noire.
Il publie également trois romans sous le pseudonyme de Jack Barnao. Ces histoires mettent en scène John Locke, un ancien membre des SAS britannique devenu garde du corps itinérant et qui travaille parfois avec la police canadienne. Un de ses romans a été traduit et publié au sein de la collection Série noire.
Ted Wood publie son dernier roman en 1995. En 1999, il reçoit le Prix Derrick-Murdoch pour sa carrière d’écrivain.

## Œuvre

### Sous le diminutif de Ted Wood

#### SérieReid Bennett
- Dead in the Water (1983) Publié en français sous le titre Le Quai des eaux troubles, traduction de Denise May, Paris, Gallimard, Série noire no 1966, 1984
- Murder On Ice  ou The Killing Cold (1984) Publié en français sous le titre Il neige du sang, traduction de Madeleine Charvet, Paris, Gallimard, Série noire no 2058, 1986
- Live Bait ou Dead Centre (1985)
- Fool's Gold (1986)
- Corkscrew (1987) Publié en français sous le titre La Brigade du diable, traduction de Madeleine Charvet, Paris, Gallimard, Série noire no 2165, 1988
- When the Killing Starts (1989) Publié en français sous le titre Mercenaire à tout faire, traduction de France-Marie Watkins, Paris, Gallimard, Série noire no 2226, 1990
- On the Inside (1990)
- Flashback (1992)
- Snowjob (1993)
- A Clean Kill (1995)

### Sous le pseudonyme de Jack Barnao

#### SérieJohn Locke
- Hammerlocke (1986)
- Lockestep (1988) Publié en français sous le titre Adios Pesetas, traduction de Paul Kinnet, Paris, Gallimard, Série noire no 2194, 1989
- Timelocke (1991)

## Prix et distinctions notables
- 1999 : Prix Arthur-Ellis : Prix Derrick-Murdoch pour sa carrière.

## Sources
- Claude Mesplède (dir.), Dictionnaire des littératures policières, vol. 2 : J - Z, Nantes, Joseph K, coll. « Temps noir », 2007, 1086 p. (ISBN 978-2-910-68645-1, OCLC 315873361), p. 1046.
- Claude Mesplède  et   Jean-Jacques Schleret (Éd. rév. de: SN, voyage au bout de la Noire), Les auteurs de la Série noire, 1945-1995, Nantes, Joseph K, coll. « Temps noir », 1996, 627 p. (ISBN 978-2-910-68611-6, OCLC 300207570), p. 492-493.